# مکس و ماژیک جادویی
مکس و ماژیک جادویی (به انگلیسی Max & the Magic Marker و به نام Rakugaki Hero در ژاپن شناخته می‌شود) یک بازی کامپیوتری است که برای وی، مکینتاش و مایکروسافت ویندوز عرضه شده‌است. شخصیت اصلی داستان پسری به نام مکس است که یک هیولا را با یک ماژیک مخصوص نقاشی می‌کند. سپس هیولا زنده می‌شود و شروع به خراب کاری در نقاشی‌های او می‌کند. پس مکس باید به کمک ماژیک جادویی اش به دنبال او برود و جلوی او را بگیرد.